# Festivali i Këngës 2006
La quarantacinquesima edizione del Festivali i Këngës si è tenuta presso il palazzo dei Congressi di Tirana dal 21 al 23 dicembre 2006 e ha selezionato il rappresentante dell'Albania all'Eurovision Song Contest 2007.
I vincitori sono stati Frederik Ndoci e Aida Ndoci con Balada e gurit.

## Organizzazione
L'evento è stato organizzato come le edizioni precedenti dall'emittente albanese Radio Televizioni Shqiptar (RTSH), che ha incaricato Pali Kuke come regista, Zamira Koleci come direttrice generale e Edmond Zhulali come direttore artistico. La scenografia è stata curata da Bashkim Zahaj.
Le tre serate sono state presentate da Adi Krasta, Vesa Luma ed Ermela Teli
Come avvenuto dal 2004 il festival ha selezionato il rappresentante dell'Albania all'Eurovision Song Contest 2007, ospitato dalla capitale finlandese, Helsinki.

### Format
Il festival si è articolato in tre serate: due semifinali (21 e22 dicembre), da cui si sono qualificati rispettivamente 7 e 9 partecipanti, e una finale (23 dicembre). Nelle tre serate i risultati sono stati dati da una giuria di esperti scelta dall'emittente e i punteggi delle semifinali non sono stati rivelati.
La giuria è stata composta da:
- Shpëtim Kushta, compositore;
- Nora Çashku, musicista;
- Peter Schmid, compositore;
- Valton Beqiri, compositore;
- Vojsava Nelo, poetessa;
- Flamur Shehu, compositore;
- Sherif Merdani, cantante.

## Partecipanti
| Artista                         | Brano                   | Musica (m) e testo (t)                                  |
| ------------------------------- | ----------------------- | ------------------------------------------------------- |
| Alban Skënderaj                 | Eklips                  | Alban Skënderaj (m/t)                                   |
| Albërie Hadergjonaj             | Të dua zemër ty të dua  | Luan Zhegu (m) e Jorgo Papingji (t)                     |
| Amarda Arkaxhiu                 | Por ti mos trego        | Klodian Qafoku (m) e Arben Duka (t)                     |
| Andi Kongo                      | Siluetë                 | Andi Kongo (m) e Violeta Kongo (t)                      |
| Arbër Arapi                     | Në fund të botës        | Sokol Marsi (m/t)                                       |
| Besiana Mehmeti e Mustafa Ymeri | Kepi i shpreses se mirë | Adem Ymeri (m) e Alush Hamidi (t)                       |
| Edmond Mancaku                  | Ne apo kjo kohë         | Edmond Mancaku (m) e Alma Mera (t)                      |
| Eliza Hoxha                     | Hajde sonte             | Enis Presheva (m) e Eliza Hoxha (t)                     |
| Erion Korini                    | Falja do shpirt         | Gramoz Kozeli (m) e Gjergj Jorgaqi (t)                  |
| Ervin Bushati                   | Hajde                   | Ervin Bushati, Jetmir Mehmeti (m) e Armand Trebicka (t) |
| Evans Rama                      | Nata e fundit           | Evans Rama, Fabian Asllani (m) e Ilir Hoxha (t)         |
| Evis Mula                       | Rrëfim në mesnatë       | Osman Mula (m) e Enson Mula (t)                         |
| Frederik Ndoci e Aida Ndoci     | Balada e gurit          | Adrian Hila (m), Xhuli Teilor e Pandi Laço (t)          |
| Greta Koçi                      | Eja zemër               | Genti Lako (m) e Arben Duka (t)                         |
| Greta Tafa                      | Blozë e bardhë          | Petrit Terkuçi (m) e Demir Gjergji (t)                  |
| Hersiana Matmuja                | Ah jetë, o jetë!        | Frederik Ndoci (m/t)                                    |
| Joe Artid Fejzo                 | Vallë përse?            | Joe Artid Fejzo (m/t) e Kliton Nesturt (t)              |
| Jonida Maliqi                   | Pa identitet            | Florent Boshnjaku (m) e Pandi Laço (t)                  |
| Kujtim Prodani                  | Kjo është jeta          | Kujtim Prodani (m) e Arben Duka (t)                     |
| Mariza Ikonomi                  | Ku është dashuria       | Kristi (m) e Roni (t)                                   |
| Mateus Frroku                   | Trill i një natë        | Adrian Jorgji (m) e Marsela Jorgji (t)                  |
| Rosela Gjylbegu                 | Pa ty, pa mua           | Pirro Çako (m) e Argon Tufa (t)                         |
| Rovena Stefa                    | Ti më do                | Elisa Stefa, Eroll Jakupi (m) e Fatmir Muja (t)         |
| Saimir Braho                    | Mik i dhimbjes          | Endri Sina (m) e Saimir Braho (t)                       |
| Sajmir Çili                     | Të jetosh!?             | Sajmir Çili (m) e Suela Kalaja (t)                      |
| Samanta Karavello               | Ylli im polar           | Edmond Veizi (m) e Arben Duka (t)                       |
| Sfinks                          | Mos perëndo             | Mirger Tusha (m) e Antoneta Çupi (t)                    |
| Silva Gunbardhi                 | Dua të jem              | Adrian Hila (m) e Rozana Radi (t)                       |
| Sonila Mara                     | Do të shkruaj një letër | Sonila Mara Djepaxhia (m/t)                             |
| Tonin Marku                     | Ëndrra ime              | Tonin Marku (m) e Agim Doçi (t)                         |
| Voltan Prodani e Alfred Habibi  | Jemi kaq të largët      | Voltan Prodani (m/t)                                    |

## Semifinali
| #  | Artista                     | Brano                   |
| -- | --------------------------- | ----------------------- |
| 1  | Kujtim Prodani              | Kjo është jeta          |
| 2  | Ervin Bushati               | Hajde                   |
| 3  | Sonila Mara                 | Do të shkruaj një letër |
| 4  | Arbër Arapi                 | Në fund të botës        |
| 5  | Hersiana Matmuja            | Ah jetë, o jetë!        |
| 6  | Saimir Çili                 | Të jetosh!?             |
| 7  | Saimir Braho                | Mik i dhimbjes          |
| 8  | Amarda Arkaxhiu             | Por ti mos trego        |
| 9  | Joe Artid Fejzo             | Vallë përse?            |
| 10 | Rovena Stefa                | 'Ti më do               |
| 11 | Erion Korini                | Falja do shpirt         |
| 12 | Andi Kongo                  | Siluetë                 |
| 13 | Frederik Ndoci e Aida Ndoci | Balada e gurit          |
| 14 | Sfinks                      | Mos perëndo             |
| 15 | Mariza Ikonomi              | Ku është dashuria       |

| #  | Artista                         | Brano                   |
| -- | ------------------------------- | ----------------------- |
| 1  | Edmond Mancaku                  | Ne apo kjo kohë         |
| 2  | Silva Gunbardhi                 | Dua të jem              |
| 3  | Besiana Mehmeti e Mustafa Ymeri | Kepi i shpreses se mirë |
| 4  | Greta Tafa                      | Blozë e bardhë          |
| 5  | Samanta Karavello               | Ylli im polar           |
| 6  | Evans Rama                      | Nata e fundit           |
| 7  | Alban Skënderaj                 | Eklips                  |
| 8  | Eliza Hoxha                     | Hajde sonte'            |
| 9  | Greta Koçi                      | Eja zemër               |
| 10 | Tonin Marku                     | Ëndrra ime              |
| 11 | Rosela Gjylbegu                 | Pa ty, pa mua           |
| 12 | Mateus Frroku                   | Trill i një natë        |
| 13 | Evis Mula                       | Rrëfim në mesnatë       |
| 14 | Jonida Maliqi                   | Pa identitet            |
| 15 | Voltan Prodani e Alfred Habibi  | Jemi kaq të largët      |
| 16 | Albërie Hadergjonaj             | Të dua zemër ty të dua  |

## Finale
| #  | Artista                         | Brano                   | Punteggio | Posizione |
| -- | ------------------------------- | ----------------------- | --------- | --------- |
| 1  | Albërie Hadergjonaj             | Të dua zemër ty të dua  | 10        | 11°       |
| 2  | Hersiana Matmuja                | Ah jetë, o jetë!        | 11        | 10°       |
| 3  | Mariza Ikonomi                  | Ku është dashuria       | 49        | 3°        |
| 4  | Arbër Arapi                     | Në fund të botës        | 14        | 9°        |
| 5  | Alban Skënderaj                 | Eklips                  | 37        | 7°        |
| 6  | Eliza Hoxha                     | Hajde sonte             | 10        | 12°       |
| 7  | Amarda Arkaxhiu                 | Por ti mos trego        | 48        | 4°        |
| 8  | Evis Mula                       | Rrëfim në mesnatë       | 39        | 6°        |
| 9  | Greta Koçi                      | Eja zemër               | 40        | 5°        |
| 10 | Kujtim Prodani                  | Kjo është jeta          | 4         | 14°       |
| 11 | Jonida Maliqi                   | Pa identitet            | 21        | 8°        |
| 12 | Rosela Gjylbegu                 | Pa ty, pa mua           | 52        | 2°        |
| 13 | Saimir Braho                    | Mik i dhimbjes          | 6         | 13°       |
| 14 | Besiana Mehmeti e Mustafa Ymeri | Kepi i shpreses se mirë | 3         | 15°       |
| 15 | Frederik Ndoci e Aida Ndoci     | Balada e gurit          | 55        | 1°        |
| 16 | Tonin Marku                     | Ëndrra ime              | 0         | 16°       |

## All'Eurovision Song Contest
L'Albania si è esibita 11ª nella semifinale, classificandosi 17ª con 49 punti, senza riuscire a qualificarsi per la finale.

### Voto

#### Punti assegnati all'Albania
| 12 | 10                               | 8                   | 7          | 6                        |
| -- | -------------------------------- | ------------------- | ---------- | ------------------------ |
|    | - Macedonia                      | - Grecia            | - Svizzera | - Montenegro             |
| 5  | 4                                | 3                   | 2          | 1                        |
|    | - Bosnia ed Erzegovina - Turchia | - Austria - Croazia | - Bulgaria | - Germania - Regno Unito |

#### Punti assegnati dall'Albania
| Punti | Paese       |
| ----- | ----------- |
| 12    | Turchia     |
| 10    | Macedonia   |
| 8     | Cipro       |
| 7     | Montenegro  |
| 6     | Malta       |
| 5     | Ungheria    |
| 4     | Bielorussia |
| 3     | Croazia     |
| 2     | Serbia      |
| 1     | Bulgaria    |

| Punti | Paese                |
| ----- | -------------------- |
| 12    | Spagna               |
| 10    | Turchia              |
| 8     | Bosnia ed Erzegovina |
| 7     | Grecia               |
| 6     | Germania             |
| 5     | Irlanda              |
| 4     | Francia              |
| 3     | Macedonia            |
| 2     | Bielorussia          |
| 1     | Serbia               |